# Nova Guataporanga (ort)
Nova Guataporanga är en ort i Brasilien.   Den ligger i kommunen Nova Guataporanga och delstaten São Paulo, i den södra delen av landet, 700 km sydväst om huvudstaden Brasília. Nova Guataporanga ligger 393 meter över havet och antalet invånare är 2 178.
Terrängen runt Nova Guataporanga är huvudsakligen platt. Nova Guataporanga ligger uppe på en höjd som går i sydvästlig-nordostlig riktning. Närmaste större samhälle är Tupi Paulista, 9,2 km sydost om Nova Guataporanga.
Trakten runt Nova Guataporanga består i huvudsak av gräsmarker. Runt Nova Guataporanga är det ganska tätbefolkat, med 56 invånare per kvadratkilometer.